# ترول‌ها (موسیقی متن)
ترول‌ها: موسیقی متن اصلی فیلم (انگلیسی: Trolls: Original Motion Picture Soundtrack) یک آلبوم موسیقی متن برای فیلم ترول‌ها دریم‌ورکس انیمیشن است که در ۲۳ سپتامبر ۲۰۱۶ توسط آرسی‌ای رکوردز منتشر شد. موسیقی متن فیلم در درجه اول توسط جاستین تیمبرلیک، خواننده و ترانه‌نویس اهل ایالات متحده آمریکا همراه با مکس مارتین و شلبک بهعنوان تهیه‌کننده‌های اضافی تهیه شده‌است. این آلبوم شامل همکاری با هنرمندانی مانند آنا کندریک، زویی دشانل، گوئن استفانی و آریانا گرانده است.
آلبوم گواهی فروش پلاتین را در استرالیا و ۲ پلاتین در ایالات متحده آمریکا دریافت کرد. ترانه «نمی‌توانم جلوی احساسم را بگیرم!» نامزد یک جایزه اسکار بهترین ترانه شد و یک جایزه گرمی دریافت کرد.